# Briga Alta
Briga Alta é uma comuna italiana da região do Piemonte, província de Cuneo, com cerca de 62 habitantes. Estende-se por uma área de 51 km², tendo uma densidade populacional de 1 hab/km². Faz fronteira com Chiusa di Pesio, Cosio di Arroscia (IM), La Brigue (FR-06), Limone Piemonte, Mendatica (IM), Ormea, Roccaforte Mondovì, Tende (FR-06), Triora (IM).

## Demografia
| Variação demográfica do município entre 1861 e 2011                               |
|                                                                                   |
| Fonte: Istituto Nazionale di Statistica (ISTAT) - Elaboração gráfica da Wikipedia |